# استقصاء الصحة الوطنية وفحص التغذية

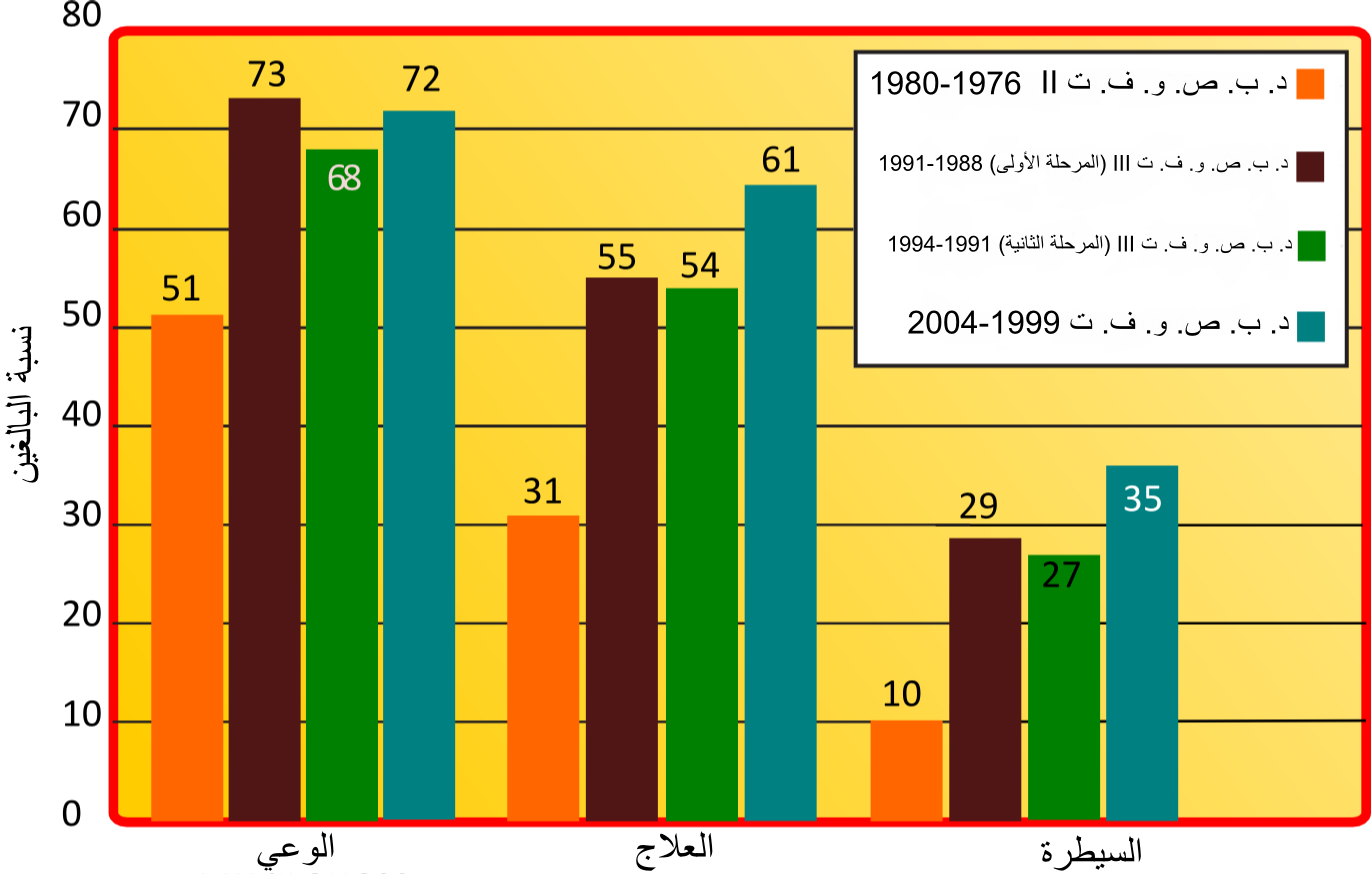
الوصف:بياناتٌ تُشيرُ إلى مدى الوعي المُنتشر بين الناس، بالإضافة إلى مقدار السيطرة والوقاية ونسبة علاج فرط ضغط الدم، وفقًا إلى [1] دراسة امتدَّت من سنة 1976 إلى سنة 2004

استقصاء الصحة الوطنية وفحص التغذية (بالإنجليزية: National Health and Nutrition Examination Survey)‏ (NHANES) هي برنامج بحث استقصائي يجريه المركز الوطني لإحصائيات الصحة (NCHS) للوصول إلى الصحة وحالة التغذية للأطفال والبالغين في الولايات المتحدة. الاستقصاء يجمع بين المقابلات والفحص البدني. مقابلة استقصاء الصحة الوطنية وفحص التغذية تحتوي على أسئلة تتعلق بالتركيبة السكانية وأسئلة اقتصادية اجتماعية وأسئلة حول التغذية والصحة. الفحص البدني يشمل الفحص الطبي والأسنان والفحوصات الوظيفية والتحاليل المختبرية.
أجري أول استقصاء عام 1971، لكنه صار سنويا منذ عام 1999، وأول تقرير نشر عام 2001.
نتائج الاستقصاء تستخدم لتوضيح انتشار أبرز الأمراض وعوامل خطر الأمراض. المعلومات تستخدم للوصول إلى الحالة الصحية وارتباطها بتعزيز الصحة والوقاية من الأمراض. كما أن النتائج هي الأساس للمعايير الوطنية لمقاييس مثل الطول والوزن وضغط الدم. إن بيانات الاستقصاء تستخدم في الدراسات الوبائية وأبحاث علوم الصحة، مما يساعد على تطوير السياسة الصحية ويوجه البرامج والخدمات الصحية ويصممها ويوسع المعرفة الصحية.

## روابط خارجية
- الموقع الرسمي
- Katherine A. Beals. "National Health and Nutrition Examination Survey (NHANES)". faqs.org. Advameg, Inc. مؤرشف من الأصل في 2019-06-03. اطلع عليه بتاريخ 2010-03-17.
- step-by-step how to analyze the National Health and Nutrition Examination Survey with free tools website
- صفحات DSDR لاستقصاء الصحة الوطنية وفحص التغذية حسب الأعوام:
  -  - 1999-2000
  -  - 2001-2002
  -  - 2003-2004
  -  - 2005-2006
  -  - 2007-2008
- Validity of U.S. Nutritional Surveillance: National Health and Nutrition Examination Survey Caloric Energy Intake Data, 1971–2010